# Meilenstein (Aseleben)

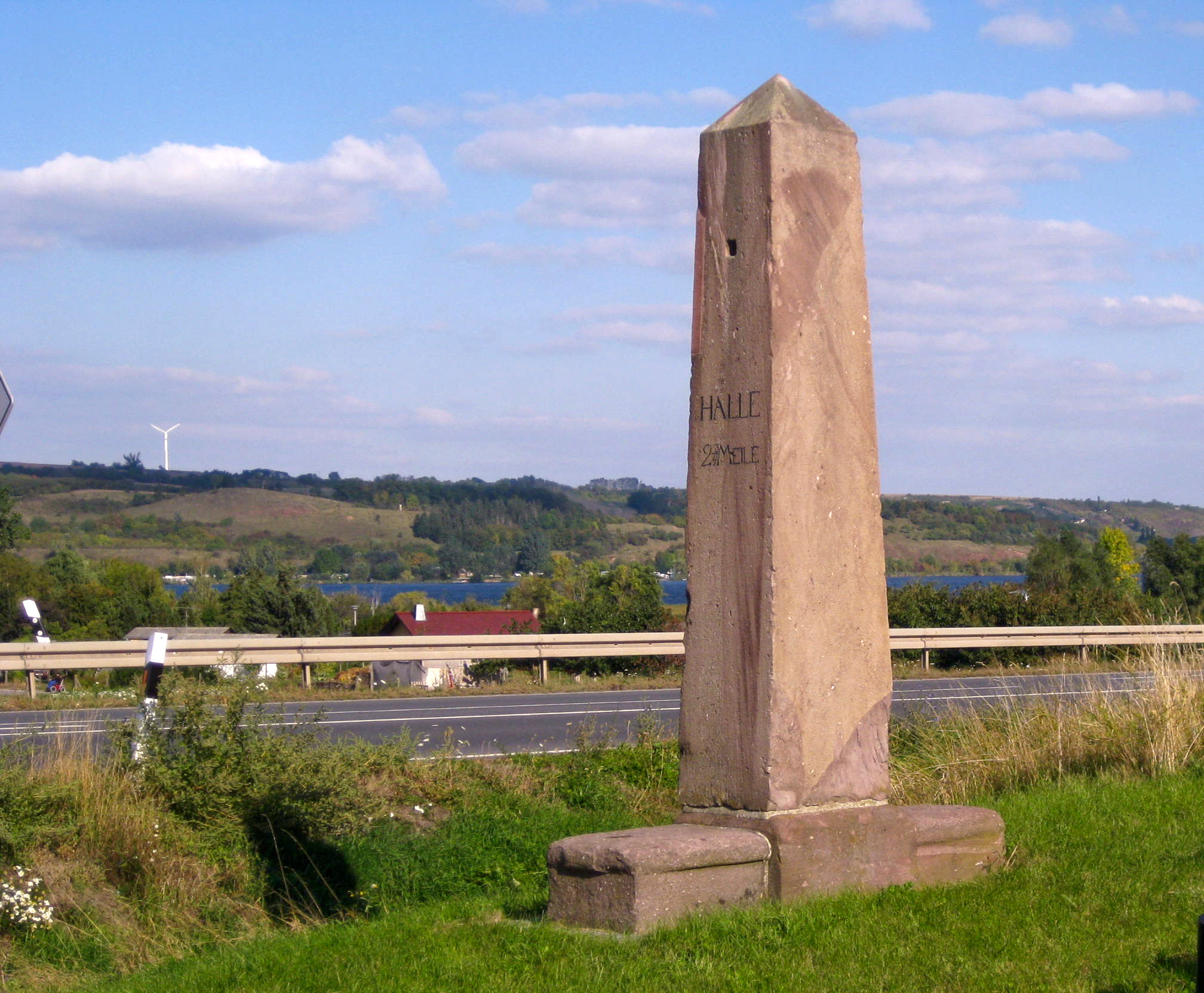
Ganzmeilenobelisk in Aseleben

Der preußische Meilenstein in Aseleben ist ein denkmalgeschützter Meilenstein an der Eislebener Straße im Westen von Aseleben (Gemeinde Seegebiet Mansfelder Land) im Landkreis Mansfeld-Südharz in Sachsen-Anhalt.
Die von Halle (Saale) nach Eisleben führende preußische Chaussee war ein Teilstück der Chaussee Berlin–Kassel, das in den Jahren 1824 bis 1826 entstand. Daher beziehen sich die Inschriften des Ganzmeilensteins zum einen auf diese beiden Städte („Eisleben 1 1/2 Meile“, „Halle 2 3/4 Meile“), zum anderen auf die Hauptstadt Berlin, von der er 25 Meilen entfernt steht und in der sich der Nullpunkt am Dönhoffplatz befand.
Die alte Chaussee ist hier identisch mit der heutigen Bundesstraße 80, der Standort musste allerdings in den frühen 1990er Jahren um 70 Meter verrückt werden. Neben dem Meilenstein, der an der Einfahrt einer Tankstelle steht, befindet sich ein hierher geretteter Kilometerstein mit der Inschrift „23,0“. Er stand ursprünglich an einer anderen Stelle, denn eine preußische Meile entspricht 7,532 Kilometern. Von Halle aus steht der kleine Stein heute bei Kilometer 23,6.
Mit Ausnahme des Ganzmeilensteins in Langenbogen haben die Meilensteine westlich von Halle alle einen identischen Aufbau. Sie bestehen aus zwei Ruhebänken und einem Obelisken, an dem sich der preußische Adler als Hoheitszeichen befindet. Zudem steht er wie alle Meilensteine zwischen Halle und Eisleben an der Südseite der Straße. Im Denkmalverzeichnis hat der Stein die Erfassungsnummer 094 08076. In den Jahren 2005 und 2006 wurde der Stein, neben dem sich auch eine Informationstafel der Forschungsgruppe Meilensteine befindet, umfassend restauriert.